# Protéine tau
Pour les articles homonymes, voir Tau (homonymie).
La protéine tau (en anglais : tubulin-associated unit) est une protéine animale. Elle fait partie de la famille des protéines associées aux microtubules (protéines MAP). Chez les humains, ces protéines sont surtout présentes dans les neurones par rapport aux cellules non neuronales du système nerveux central. Une des principales fonctions des protéines tau est d'interagir avec la tubuline afin de moduler la stabilité des microtubules des axones.

Tau peut être présente dans les dendrites et est principalement active dans les portions distales des axones où elle permet une stabilisation des microtubules, mais également leur flexibilité nécessaire. Cela contraste avec les protéines MAP6 (STOP) dans les portions proximales d'axones qui ont pour fonction essentielle de verrouiller les microtubules et avec les protéines MAP2 qui stabilisent les microtubules dans les dendrites.

## Découverte
Les protéines Tau ont été découvertes comme des protéines favorisant la polymérisation des dimères de tubuline en microtubules en 1975 à la suite des travaux de Marc Kirschner. En 1963, en étudiant des neurones en dégénérescence dans la maladie d'Alzheimer, des chercheurs découvrent des accumulations de structures filamenteuses dans leur cytoplasme. Ces structures, dénommées PHF (Paired Helical Filaments), sont en fait constituées de protéines tau comme l'indique, en 1985, le travail de l'équipe de Jean-Pierre Brion.
Les maladies neurologiques dont les symptômes sont imputables à des dysfonctionnements de tau, sont qualifiées de taupathies (ou tauopathies). La plus connue est la maladie d'Alzheimer.
Tau semble être impliquée dans la signalisation à l’insuline au niveau du cerveau, indispensable à la mémoire et à l’homéostasie glucidique,. Tau est aussi impliqué dans la protection des acides nucléiques (ADN et ARN) dans des conditions de stress cellulaire. Ces conclusions de recherches, sur cette protéine, ouvrent la voie à de nouvelles pistes thérapeutiques.

## Fonction et codage
Les protéines sont codées par les gènes situés sur nos chromosomes, et leur codage obéit à des mécanismes biochimiques et moléculaires complexes, à dessein d'assumer des fonctions normales de vie ou de mort (apoptose) de nos cellules.
Les protéines tau sont le produit d'épissage alternatif à partir d'un gène unique. Ce gène codant la protéine tau est situé sur le bras long du chromosome 17 à la position 17q21, il est formé de 16 exons qui s'étendent sur 100 kpb.
La fonction des protéines tau est d’interagir avec les microtubules via des domaines spécifiques de liaison et de favoriser l'assemblage et la stabilité des microtubules. L'interaction de la protéine tau avec les microtubules est régulée par phosphorylation. Tau est une phosphoprotéine qui contient environ 85 sites potentiels de phosphorylation (isoforme 2N4R du cerveau humain - 441 acides aminés).
Les protéines Tau ont deux manières de contrôler la stabilité des microtubules : la phosphorylation et les isoformes.

### Tau, des phosphoprotéines
La phosphorylation de la protéine tau est régulée par un grand nombre de kinases. Par exemple, PKN, une sérine / thréonine kinase. Lorsque PKN est activée, elle phosphoryle la protéine tau, ce qui entraîne une perturbation de l'organisation des microtubules. Tau est une phosphoprotéine qui contient environ 80 sites potentiels de phosphorylation. La régulation de l’état de phosphorylation de la protéine tau résulte des activités conjointes de protéines kinases et de protéines phosphatases.
En général, une hyperphosphorylation de la protéine tau diminue son affinité pour les microtubules, ce qui peut entraîner leur déstabilisation et par conséquent une désorganisation du cytosquelette. Or, une perturbation du cytosquelette intervient au cours de l’apoptose neuronale, indiquant que des modifications de l’état de phosphorylation de la protéine tau pourraient jouer un rôle important dans la mort neuronale par apoptose.
L'hyperphosphorylation de la protéine tau (inclusions tau, pTau) peut entraîner l'auto-assemblage des enchevêtrements de paires de filaments hélicoïdaux et des filaments droits, qui sont impliqués dans la pathogenèse de la maladie d'Alzheimer et d'autres tauopathies.

### Tau, des protéines isoformes
La protéine tau majeure dans le cerveau humain est codée par 11 exons. Les isoformes sont le résultat de l'épissage alternatif dans les exons 2, 3, et 10 du gène tau, laissant six combinaisons (2 - 3 - 10 - (0N3R); 2 + 3 - 10 - (1N3R); 2 + 3 + 10 - (2N3R); 2 - 3 - 10 + (0N4R); 2 + 3 - 10 + (1N4R); 2 + 3 + 10 + (2N4R)). Ainsi, dans le cerveau humain, les protéines tau constituent une famille de six protéines isoformes dépendantes d'un épissage alternatif, avec la gamme de 352 à 441 acides aminés.
Les 6 tau isoformes se distinguent donc par leur nombre de domaines de liaison : trois isoformes ont trois domaines de liaison (3R) et les trois autres ont quatre domaines de liaison (4R). Les domaines de liaison ont des situations différentes et sont chargés positivement (ce qui permet de se lier aux microtubules de charge négative). Les isoformes à quatre domaines de liaison stabilisent mieux les microtubules que celles avec trois domaines de liaison.
Les tau isoformes diffèrent dans les inserts de 0, 1 ou 2, soit de 29 acides aminés à la partie N-terminale (exons 2 et 3), et 3 ou 4 régions répétées à l'extrémité C-terminale dans l'exon 10 disparus. Ainsi, l’isoforme la plus longue dans le SNC a quatre répétitions (R1, R2, R3 et R4) et deux inserts (441 acides aminés au total), tandis que l’isoforme la plus courte a trois répétitions (R1, R3 et R4) et aucun insert (352 acides aminés au total). Si on considère l'isoforme la plus longue du cerveau humain, elle contient 85 sites potentiels de phosphorylation.
Le gène MAPT a deux haplogroupes, H1 et H2, dans lesquels le gène apparaît dans des orientations inversées. L’haplogroupe H2 est commun seulement en Europe et chez les personnes d'ascendance européenne. L’haplogroupe H1 semble être associé avec une probabilité accrue de certaines démences, comme la maladie d'Alzheimer.

## Interactions
Il a été démontré que la protéine tau interagissait avec les protéines FYN (en), alpha-synucléine,, YWHAZ (en) et S100B (en),.
|                        | Synucléines | Protéines tau |
| Localisation           | Petites protéines spécialement abondantes dans les neurones et surtout dans les terminaisons pré-synaptiques.                             | Les protéines tau (Tubule Associated Unit) appartiennent au groupe des MAP (Microtubule Associated Proteins). |
| Type                   | Il existe 3 types de synucléines : alpha, béta et gamma. Le gène de l'alpha-synucléine, PARK1 est situé sur le bras long du chromosome 4. | Il existe 6 isoformes de protéines tau dans le cerveau adulte humain, dépendant d'un épissage alternatif de 3 exons de l'ARN d'un même gène situé sur le bras long du chromosome 17.                                                                                       |
| Rôle                   | Encore imprécis à ce jour. | Le rôle essentiel des protéines associées aux microtubules est la stabilisation de leurs composants du cytosquelette. Les microtubules servent à transporter les matériaux synthétisés par le corps cellulaire vers les terminaisons nerveuses et à en maintenir la forme. |
| Processus pathologique | Réduction de la solubilité des alpha-synucléines.                                                                                         | Modifications post-traductionnelles comme la phosphorylation ou la troncation de différentes combinaisons d’isoformes. |
| Conséquences           | Transformation en agrégats ou en filaments d’allure amyloïde.                                                                             | Transformation en différents types de filaments selon les combinaisons d’isoformes. |
| Pathologies associées  | Parkinson, maladie à corps de Lewy et Atrophie Multi-Systématisée (AMS).                                                                  | Alzheimer, PSP (paralysie supranucléaire progressive), DCB (dégénérescence corticobasale), maladie des grains argyrophiles (AGD), maladie de Pick et DFT (dégénérescences frontotemporales, avec syndrome parkinsonien, liées au chromosome 17 DLFT17).                    |

## Tauopathies ou taupathies

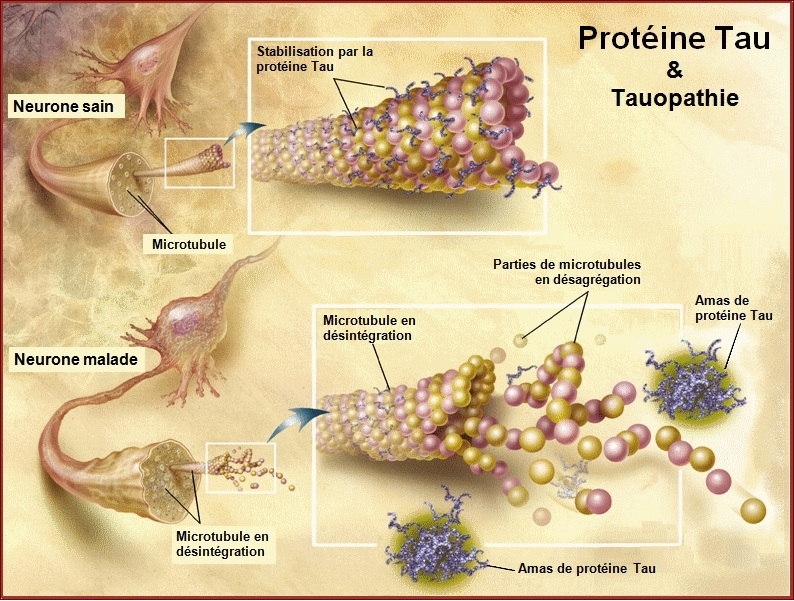
La protéine Tau dans un neurone sain et dans un neurone malade

L'agrégation des protéines tau est rencontrée dans de nombreuses maladies neurodégénératives et autres pathologies (neuromusculaire, métabolique...), appelées tauopathies. Si les six isoformes de protéines s'agrègent dans la maladie d'Alzheimer, ce n'est pas le cas dans d'autres tauopathies comme la PSP/DCB où les isoformes à quatre domaines de liaison aux microtubules s'agrègent de façon préférentielle. À l'inverse, dans la maladie de Pick, une dégénérescence lobaire frontotemporale, seules des isoformes à trois domaines de liaison aux microtubules sont retrouvées agrégées au sein des corps de Pick. De très nombreuses maladies sont liées à des dérèglements de mécanismes contrôlant l’apoptose. Toute anomalie de l’apoptose peut déclencher ou accélérer de nombreuses pathologies caractérisées par un déficit ou à l’inverse par une activation inappropriée des mécanismes apoptotiques. Pourtant l’apoptose est une mort cellulaire programmée qui ne laisse habituellement pas d'agrégats. Or dans les Tauopathies, la mort neuronale conduit à une agrégation de protéines Tau, signant une apoptose anormale ou pathologique.
La dégénérescence neurofibrillaire rencontrée dans la maladie d'Alzheimer suit un processus très hiérarchisé. Elle débute dans la formation hippocampique, puis le lobe temporal et les autres régions polymodales associatives, ensuite les régions unimodales et enfin l'ensemble du cortex cérébral. Les régions primaires sont les dernières touchées. Cette séquence de neurodégénérescence pourrait s'expliquer par une vulnérabilité sélective de sous-populations neuronales et/ou une propagation de type prion.
En 1993, ApoE4 (variant muté du gène de l'apolipoprotéine E) s'est montrée capable de multiplier par 4 le risque de survenue de la forme la plus commune de la maladie d'Alzheimer ; c'est le risque génétique le plus prédictif pour la maladie. On a donc recherché d'éventuels liens entre ApoE4 et la protéine β-amyloïde (1er suspect comme cause de la maladie), mais plutôt vainement jusqu'en 2017. Là David Holtzman, l'un des principaux défenseurs de l'hypothèse d'une ApoE4 exacerbant la pathologie amyloïde a surpris la communauté scientifique : avec une large équipe de chercheurs il montre que les effets les plus toxiques de l'ApoE4 résulteraient non pas de son action sur l'amyloïde, mais d'une réponse immunitaire dommageable à une autre protéine : Tau (cette protéine normalement stabilisante dans les cellules semble pouvoir échapper aux neurones ; elle peut prendre des formes pathologiques pouvant se propager d'une cellule à l'autre ; le système immunitaire lance alors une réponse inflammatoire qui en laboratoire et in vitro s'avère capable de massivement tuer des neurones).
Les stratégies thérapeutiques hésitaient depuis longtemps entre viser tau ou l'amyloïde. Cette étude montre que ces deux protéines sont ciblées par le gène muté ApoE4, et que la β-amyloïde joue un premier rôle dans le déclenchement de la maladie d'Alzheimer, et que les dépôts de tau créent ensuite de nouveaux dégâts… L'ApoE4 pourrait donc être une clé pour comprendre et traiter cette maladie (et d'autres « tauopathies » pouvant aussi découler d'anomalies de l'ApoE induisant une réponse immunitaire innée capable de tuer les neurones au lieu de les défendre). Les partisans de l'hypothèse Tau et de l'hypothèse amyloïde peuvent se réconcilier et travailler à maitriser les dégâts de l'ApoE4 qui s'exercent sur ces deux protéines vitales.

### Pathologies liées à la protéine tau

Pathologie de tau en dix stades dans la maladie d'Alzheimer,

Les études postmortem de cerveaux de patients atteints d'une maladie neurodégénérative (maladie d'Alzheimer, PSP, DCB, Pick, DFT, syndromes parkinsoniens atypiques, etc.) montrent la dégénérescence des cellules nerveuses du cerveau en un certain nombre de zones où la présence de protéines tau pathogènes est systématique, pouvant notamment être associée à une mutation du chromosome 17 (FTDP-17),,,. Cette présence se caractérise par des agrégats anormaux de cette protéine, sans qu'il soit établi à ce jour, s'ils sont la cause ou la conséquence de la mort cellulaire.
Les études post-mortem démontrent aussi une forte corrélation positive entre l'augmentation de la protéine Tau dans le lobe pariétal et l'altération des fonctions cognitives ante-mortem,.
Parmi les maladies dites de Parkinson plus (syndromes parkinsoniens atypiques), la PSP est une tauopathie, qui peut être qualifiée de « pure » dans la mesure où cette maladie semble mettre en jeu essentiellement un mécanisme pathogène lié à la protéine tau (ou à sa phosphorylation), ce qui n'est pas le cas par exemple pour la maladie d'Alzheimer, autre tauopathie pour laquelle la protéine tau est aussi très étudiée. Dans la maladie d'Alzheimer à un stade de l'évolution de la pathologie tau, il y a l'apparition de substances amyloïdes, puis de plaques amyloïdes qui signent cette maladie. Les mécanismes qui président dans la maladie d'Alzheimer à l'apparition de la première plaque amyloïde, concomitante au développement de la pathologie tau, ne sont pas connus, pas plus que les processus tau et amyloïdes de leurs développements au sein du système nerveux central.

### Perspectives thérapeutiques
- Il existe de nombreuses stratégies thérapeutiques ciblant la protéine tau. Historiquement, les approches thérapeutiques ont visé à diminuer la phosphorylation de tau ou à stabiliser les microtubules. Les suivantes ont cherché à empêcher l'agrégation[29]. Les dernières visent à faciliter la dégradation de la protéine en modulant l'autophagie ou le protéasome ou par immunothérapie[30] et à diminuer son expression par des approches oligonucléotides anti-sens[31].
- le semorinemab est un anticorps monoclonal dirigé contre la protéine Tau. Il n'a cependant pas démontré d'efficacité sur l'évolutivité de la maladie d'Alzheimer[32].
- Des chercheurs[33] du Minnesota, en stimulant la production de protéines tau ont réussi à créer une démence proche de la maladie d'Alzheimer chez des souris : leurs résultats aux tests de mémoire chutaient rapidement. Quand ils ont arrêté la production de nouvelles protéines dans le cerveau des souris, leur mémoire a cessé de se détériorer et les performances aux tests ont commencé à s'améliorer. Le cerveau murin serait donc  capable de récupérer une partie du terrain que les protéines tau lui avaient fait perdre. (Marion Garteiser, journaliste santé - 02/08/2005). Cette seule expérience ne permet pas de dire si elle est reproductible chez l'être humain, mais c'est un résultat encourageant, si l'on considère que jusqu'à la date de ces expériences, confirmées par d'autres depuis, il était tenu pour irréversibles les pertes de capacités intellectuelles dues aux maladies neurodégénératives comme celle d'Alzheimer ou de la PSP.
- Le 26 janvier 2010, le Pr Beaulieu a annoncé avoir avec son équipe caractérisé l’interaction entre la protéine tau et une autre protéine (la FKBP52[34]) naturellement très abondante dans le cerveau. Ils ont démontré in vitro que la protéine FKBP52 supprimait l’activité de la protéine tau. En d'autres mots, une forte expression de FKBP52 empêche l’accumulation de protéines tau dans les cellules nerveuses.
Cette avancée en recherche fondamentale très prometteuse permet d'envisager :
  - de pouvoir mesurer la quantité de protéines FKBP52 chez les personnes pour évaluer leur risque ultérieur de développer une tauopathie (Alzheimer, PSP, DCB, Pick, DFT, Syndromes Parkinsoniens Atypiques, etc.).Une étude devrait bientôt commencer.
  - de trouver des médicaments capables de stimuler cette protéine anti-tau, même si d'autres médicaments[35] « anti-tau » ou « anti-amas de protéine tau », agissant de façon différente, sont actuellement expérimentés[36] chez l’homme.
- Chez une lignée[37] de souris transgéniques ayant de graves difficultés de l'apprentissage moteur, l'administration orale de méthylthioninium (MT, composant du bleu de méthylène) compense ce déficit et réduit la charge de tau, attribué à la probable activation des fonctions d'autophagie[38].
Chez l'Homme, une étude clinique contrôlée de 321 malades d'Alzheimer a montré l'inhibition de l’agrégation de tau, accompagnée d'une réduction significative du déclin cognitif clinique (de 84 % sur 50 semaines, mesuré par l'échelle ADAS-cog[39]), qui reste à confirmer par imagerie neurologique. Le MT semble donc potentiellement utile aux stades précoces de la maladie et en 2011 un variant amélioré de MT devait être testé en études de phase 3[40]. En 2020, il n'existe toujours pas de traitement reconnu basé sur ces propriétés, mais les études se poursuivent aussi bien sur des dérivés du bleu de méthylène (Hydromethanesulphonate)[41] que via d'autres substances susceptibles de réguler la voie autophagique[42]